# Jules Wabbes
Jules Jean Sylvain Wabbes  (*  18. März 1919 in Saint-Gilles/Sint-Gillis, Brüssel; † 29. Januar 1974 in der Region  Brüssel) war ein belgischer Möbel-Designer und Innenarchitekt. Wabbes galt als einer der profiliertesten Designer Belgiens in der zweiten Hälfte des 20. Jahrhunderts; u. a. schuf er eine eigene Büromöbel-Kollektion.

## Leben

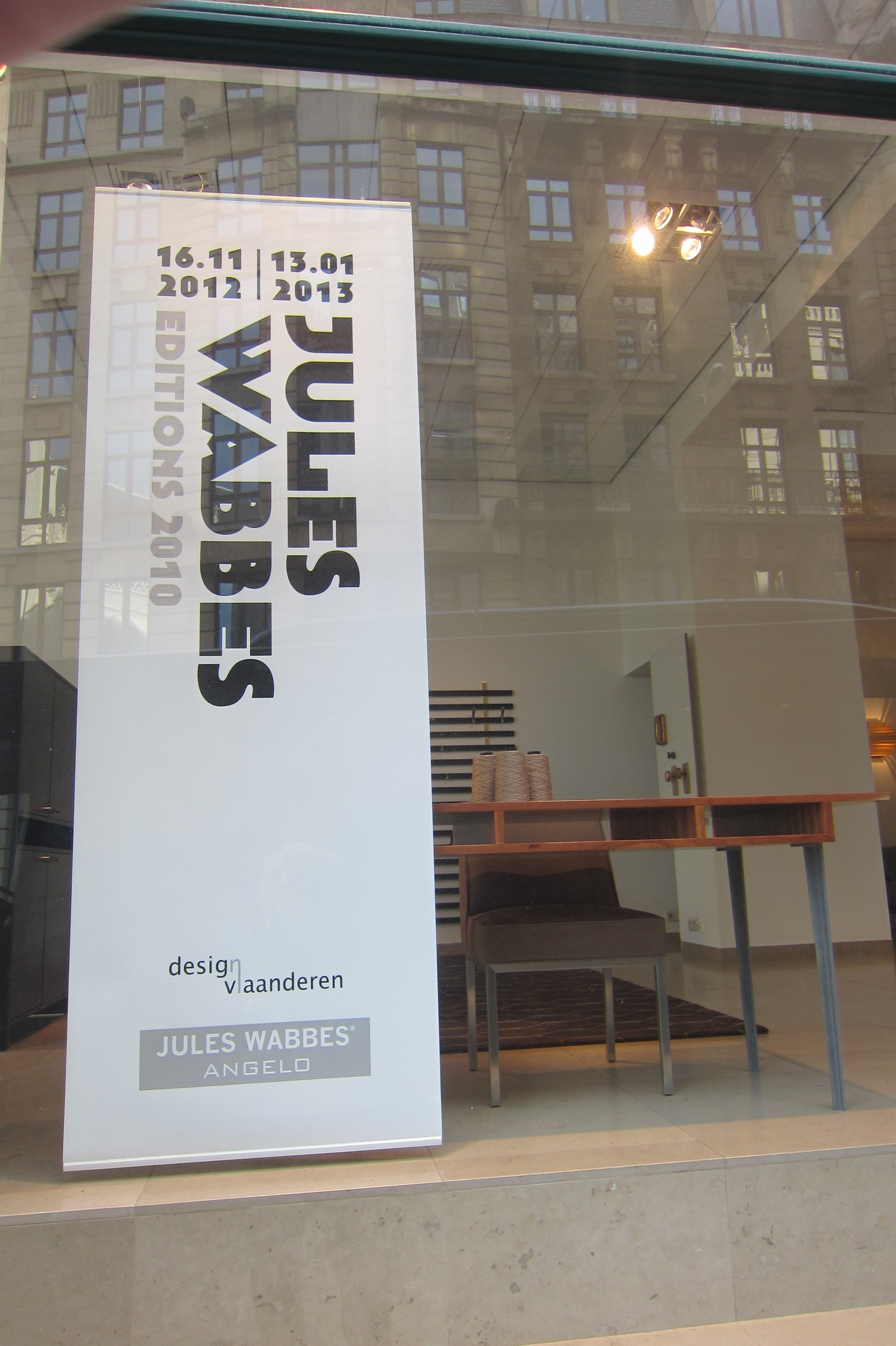
Ausstellung von Arbeiten Jules Wabbes in Brüssel (2012/13); rechts im Bild der von Wabbes entworfene Tisch „Gérard Philipe“ und der Stuhl „Louise“.

Jules Wabbes war Sohn von Henry Justin Gommire Wabbes (1874–1959) und Rachel Pintens Londerzeel (1890–1946). Die Familie stammte aus Mechelen und führte eine Bootsbau- und Holzhandels-Firma. Wabbes verließ  mit 16 Jahren die Schule, begann zunächst eine Karriere als Schauspieler und betätigte sich dann in weiteren Berufen, wie als freischaffender Fotograf mit eigenem Geschäft in Brüssel. Nach Ende des Zweiten Weltkriegs eröffnete er dort mit Louise Carrey ein Antiquitäten- und Innenausstattungsgeschäft, bevor er sich in den 1950er-Jahren auf Innenarchitektur und Raumausstattung verlagerte. Der Schwerpunkt seiner Arbeit lag bald auf dem Möbelbau und der Verwendung recycleten Materials. Wabbes eröffnete schließlich einen Restaurationsladen und beschäftigte sich mit Konstruktionstechniken von altem Möbelbau. Freunde aus der Kunstszene brachten ihn schließlich dazu, sich im Bereich modernen Designs zu betätigen. Jules Wabbes war als Hochschullehrer am Institut Saint-Luc in Brüssel tätig.
Jules Wabbes war ab 1960 mit der Designerin, Cartoonistin, Illustratorin und Kinderbuchautorin Mary Wabbes verheiratet; das Paar hatte vier Kinder, Sylvie, Marie, Julie und Henry.

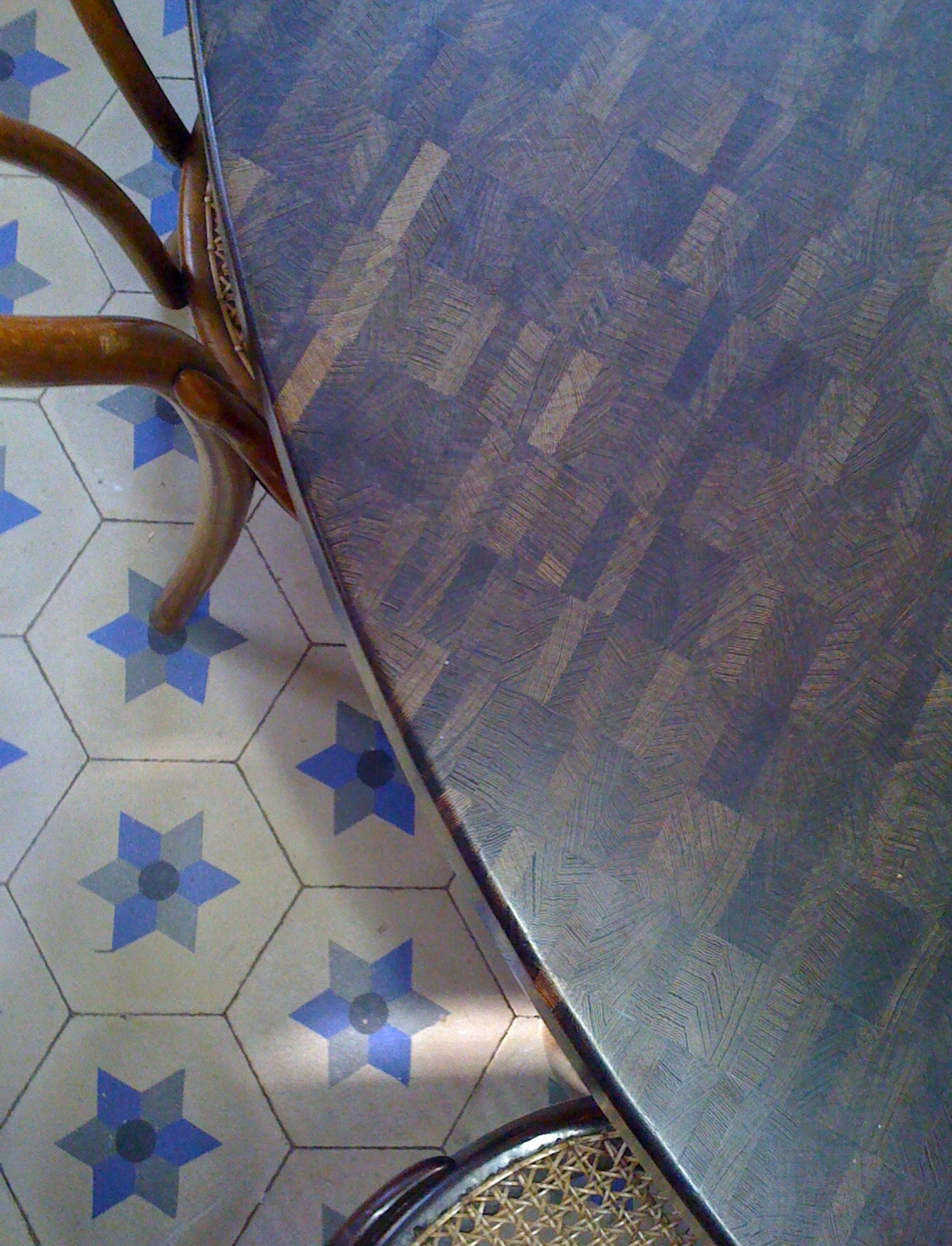
Detailansicht eines Tischs von Jules Wabbes

## Werk
Jules Wabbes’ Spezialität war die Entwicklung von Büromöbeln; ferner entwarf er Einrichtung von Booten, Wohnhäusern und Studentenwohnheimen. Mit André Jacqmain schuf Wabbes die Inneneinrichtung des Foncolin (Fonds colonial des Invalidités) und der Glaverbel Häuser in Brüssel. Eines der ersten Möbelstücke war der nach dem französischen Schauspieler Gérard Philipe benannte Schreibtisch. Des Weiteren war er für Einbauten in der Wissenschaftlichen Bibliothek der Université catholique de Louvain und der Sabena-Flugzeuge verantwortlich. Wabbes renovierte außerdem das von Marcel Breuer  entworfene  Botschaftsgebäude der Vereinigten Staaten in Den Haag und entwarf Inneneinrichtungen der US-Botschaften in London, Brüssel, Dakar und Rabat. Bei den von ihm entworfenen Büromöbeln bevorzugte er Hirnholz und Metall.

## Auszeichnungen
Wabbes wurde mehrmals für  seine Arbeiten ausgezeichnet; so erhielt er die Goldmedaille der Mailänder Triennale und 1965 den belgischen Kronenorden.

## Ausstellungen
- Jules Wabbes. Furniture Designer. Vom 17. Oktober 2012 bis 13. Januar 2013 im Paleis voor Schone Kunsten in Brüssel.[1]
- Jules Wabbes. Editions 2010, von 16. November 2012 bis 13. Januar 2013 in der Design Vlaanderen Galerie, Brussel.[2]

## Bibliographie
- Serulus, Katarina. "Jules Wabbes: Furniture Designer." Design Issues 30, no. 3 (Summer2014 2014): 89–91. Business Source Complete, EBSCOhost (accessed September 29, 2016).
- Serulus, Katarina. "Exhibition and book review of Jules Wabbes: furniture designer." Design Issues 30, no. 3 (Summer 2014): 89–91. Avery Index to Architectural Periodicals, EBSCOhost (accessed September 29, 2016).
- "Jules Wabbes." (April 21, 2010): Biography Reference Bank (H.W. Wilson), EBSCOhost (accessed September 29, 2016).
- Pombo, Fátima. "Jules Wabbes (1919–1974): Creating Total Works of Art in Interiors." Journal of Interior Design 39, no. 3 (September 2014): 25–39. Art Abstracts (H.W. Wilson), EBSCOhost (accessed September 29, 2016).
- Pombo, Fátima, and Hilde Heynen. "Jules Wabbes and the modern design of American embassies." Interiors: Design, Architecture, Culture 5, no. 3 (November 2014): 315–339. EBSCOhost (accessed September 29, 2016).
- Vedrenne, Elisabeth. "Bulo réédite le Belge Jules Wabbes. (French)." Connaissance Des Arts no. 680 (March 2010): 12. (H.W. Wilson), EBSCOhost (accessed September 29, 2016).
- J.-F., L. "LES PROTOTYPES RAFFINÉS DE JULES WABBES. ." Connaissance Des Arts no. 709 (November 2012): 50. (H.W. Wilson), EBSCOhost (accessed September 29, 2016).
- A., C. "LA GRANDE DÉCO SELON DUTKO. (French)." Connaissance Des Arts no. 732 (December 2014): 122. Art Abstracts (H.W. Wilson), EBSCOhost (accessed September 29, 2016).
- Marie Ferran-Wabbes (2002). Jules Wabbes 1919–1974: architecte d'intérieur. Dexia. ISBN 978-2-87193-290-1.
- Marie Ferran-Wabbles; Jurgen Persijn; Iwan Strauven (2013). Jules Wabbes: Furniture Designer. ISBN 9789490814038